# Comté de Mecosta
Le comté de Mecosta (Mecosta County en anglais) est au centre-ouest de la péninsule inférieure de l'État du Michigan. Son siège est à Big Rapids. Selon le recensement de 2000, sa population est de 40 553 habitants.

## Géographie
Le comté a une superficie de 1 479 km², dont 1 439 km² en surfaces terrestres.

### Comtés adjacents
- Comté d'Osceola (nord)
- Comté d'Isabella (est)
- Comté de Montcalm (sud)
- Comté de Newaygo (ouest)